# Муса Ахмед Хассан
Ахмед Хассан Муса (фр. Ahmed Hassan Musa) (пом. 1979, Аті, Чад) — діяч чадського повстанського руху, активний під час першої фази громадянської війни у Чаді. Ісламський фундаменталіст, близький до «Братів-мусульман».
Був головою Загального союзу синів Чаду (Union Générale des Fils du Tchad, UGFT), ісламського політичного руху чадських політемігрантів в Судані. Через авторитарну і антимусульманську політику президента Чаду Франсуа Томбалбая він жив у вигнанні в Судані. Коли в 1965 році в префектурі Гера спалахнули народні бунти, він побачив в них нагоду, якою могла скористатися чадська опозиція. З цією метою 7 вересня 1965 року він сформував Фронт визволення Чаду (Front de Libération du Tchad, FLT), перше збройне повстанське угруповання, спрямоване проти уряду Томбалбая. В 1966 році FLT об’єднався з Чадським національним союзом Ібрагіма Абачі, політичною партією, забороненою в Чаді, склавши потужний Фронт національного визволення Чаду (Front de Libération Nationale du Tchad, FROLINAT).  В рамках FROLINAT Муса швидко повернув собі автономію, діючи переважно у східних районах Чаду поблизу від суданського кордону. Коли режим Томбалбая в 1975 році в результаті військового перевороту було повалено, Муса, на відміну від решти FROLINAT, швидко досяг порозуміння з новим урядом країни, очолюваним Феліксом Маллумом. Через чотири роки, в 1979, він був убитий Хіссеном Хабре в місті Аті.

## Джерело
- Sam C. Nolutshungu (1995). Limits of Anarchy: Intervention and State Formation in Chad. University of Virginia Press. ISBN 978-0-8139-1628-6. (англ.)